# Dragon Ball Z: Dokkan Battle
 (août 2024).
Si vous disposez d'ouvrages ou d'articles de référence ou si vous connaissez des sites web de qualité traitant du thème abordé ici, merci de compléter l'article en donnant les références utiles à sa vérifiabilité et en les liant à la section « Notes et références ».
Dragon Ball Z: Dokkan Battle (ドラゴンボールZ ドッカンバトル, Doragon bōru zetto: Dokkan batoru, littéralement « Dragon Ball Z: Dokkan Battle ») est un jeu vidéo mobile de combat développé par Akatsuki Inc. et édité par Bandai Namco Games sur smartphones (Android, iOS), sorti en 2015.

## Trame
Trunks est en voyage dans sa machine du temps lorsqu'une distorsion du temps se produit et mélange tous les univers de Dragon Ball. Trunks doit résoudre la distorsion du temps, avec l'aide de Kaio et du héros incarné par le joueur.

## Système de jeu
Le joueur voyage dans les différentes parties de Dragon Ball dans un ordre totalement différent de l'histoire originelle de Dragon Ball.

### Modes de jeu
Il y a deux modes de jeu principaux : les quêtes et les événements. Le joueur doit former une équipe en choisissant jusqu'à six personnages différents de sa liste. Un septième personnage lui est proposé par les amis ou invités du joueur. Il y a parfois des conditions à respecter lors de la création d'équipe : obligation ou interdiction d'utiliser un type de joueur, coût maximum de points de personnages à respecter.

### Types
Un type est attribué à chaque personnage. Voici la liste des compatibilités :
- PUI (Puissance) → efficace sur END - faible contre AGI
- AGI (Agilité) → efficace sur PUI - faible contre TEC
- TEC (Technique) → efficace sur AGI - faible contre INT
- INT (Intelligence) → efficace sur TEC - faible contre END
- END (Endurance) → efficace sur INT - faible contre PUI

### Classes
Une classe est attribuée à chaque personnage. Les deux seules classes qui existent sont Super et Extrême. Les personnages faisant partie des Super sont les héros, les « gentils » de l'œuvre originale. À l'inverse, les personnages Extrême sont les méchants. Par exemple, Goku SSJ3 (ange) est un Super TEC. Certains personnages ont un « leader skill » (capacités ou compétences de leader) qui ne boostent les personnages d'une seule classe. On peut trouver dans ce cas Goku SSJ (250 millions), PV, ATT et DEF + 120 % pour tous les personnages de classe Super. Il y a aussi Vegeto Blue TEC qui donne la même chose, à condition d'avoir une équipe composée d'au moins un personnage de classe super de chaque type, à l'inverse de Black Goku Rosé qui donne 120 % de boost de stats aux personnages de classe extrême de chaque type.

### Statistiques des personnages
Les personnages ont trois statistiques : PV (points de vie), ATT (points d'attaque) et DEF (points de défense). Ces statistiques peuvent être augmentées grâce à l'arbre de compétence. Dans l'arbre de compétence, on trouve également des statistiques secondaires comme le coup critique, l'attaque supplémentaire ou l'esquive qui sont les plus importantes. Pour tous les personnages, il existe une "statistique secondaire" qu'on peut avoir normalement parmi ces trois-là, elle varie selon les personnages. Pour avoir les autres capacités et les améliorer, il faut avoir au moins 1 doublon (carte identique à celle de base) ou pas (si la carte est obtenue lors de certains évènements ex piccolo (300 millions). Il existe également d'autres statistiques secondaires moins importantes comme le soin ou la force de votre attaque contre un autre type.
Il est également possible d'améliorer le niveau de l'attaque spéciale. Cela vous fera frapper plus fort lorsque le personnage partira en attaque spéciale. Pour l'améliorer, vous pouvez utiliser des objets (Vieux Kaïo) ou des personnages identiques. Néanmoins, ces objets étant rares, il vaut mieux chercher des personnages ayant une rareté faible (R ou SR) ayant le même nom pour améliorer des cartes UR ou LR. Comme elles ne sont pas tout à fait identiques, il en faudra 2 au lieu d'un pour augmenter d'un niveau.
Remarques : Les personnages SSR ou moins ne peuvent pas améliorer leur compétence dans l'arbre. En revanche, elle pourront augmenter leur niveau d'attaque spéciale. Certains personnages auront un "ZTUR" et pourront avoir un niveau max de spé de 15, alors qu'il est normalement de 10 pour les UR, SSR et autres. En revanche, les LR ont un niveau max de spé de 20, ce qui leur permet de taper plus fort que les autres. Les "ZLR" (équivalent des ZTUR mais pour les LR) peuvent augmenter leur niveau d'attaque spéciale à 25.

### Aptitudes des personnages
- Aptitude Leader : elle peut être utilisée quand le personnage est Leader de l'équipe.
- Attaque Spéciale : elle indique la puissance et le nombre de ki nécessaire pour lancer l'attaque spéciale et augmente les stats pour certains personnages.
- Aptitude Passive : elle est déclenchée automatiquement lorsque le personnage est dans le tour de jeu ou dans certaines circonstances.
- Aptitude Potentielle : elle doit être débloquée dans l'arbre de compétence du personnage et les branches peuvent être débloquer avec des doublons(2ème exemplaire).
- Aptitude de Lien : chaque personnage possède plusieurs aptitudes de liens qui ne peuvent être activée qu'en plaçant le personnage à côté d'un autre personnage partageant la même aptitude.
- Aptitude active : quand les conditions sont remplies, le personnage peut effectuer une attaque ultime ou une transformation (1 fois par combat). La possibilité d'activer l'aptitude reste à partir du moment où les conditions ont été remplies[1] (exemple d'aptitude récentes : terrains boostant les alliés ou affaiblissant l'ennemi si les conditions sont remplies ; l'attaque redirigée sur soi possédée par actuellement deux personnages non disponible sur la version globale).

### Obtention des personnages
Pour obtenir un personnage, il faut invoquer sur les portails présents dans le jeu. Notez que ceux-ci changent régulièrement, afin de promouvoir les nouveaux personnages. Invoquer nécessite 5 pierres dragon pour une invocation simple et 50 pour une multi-invocation. Ces pierres dragons sont disponibles un peu partout, notamment dans les bonus de connexions.

## Personnages
(septembre 2017).
Si vous disposez d'ouvrages ou d'articles de référence ou si vous connaissez des sites web de qualité traitant du thème abordé ici, merci de compléter l'article en donnant les références utiles à sa vérifiabilité et en les liant à la section « Notes et références ».
On peut classer les personnages dans diverses catégories parmi lesquelles :
- les leaders : personnages avec les meilleures compétences de leader dans chaque catégorie

- les cogneurs : personnages avec les plus hautes valeurs d'attaque
- les tanks : personnages avec les plus hautes valeurs de défense ou ayant un passif permettant la réduction de dégâts reçus (en pourcentages)
- les bloqueurs d'attaques spéciales : permet de bloquer l'attaque spéciale de l'ennemi attaqué
- les stunners : permet d'étourdir le ou les ennemis attaqués et les empêche de vous frapper
- les nukers : personnages augmentant leurs statistiques en fonction du nombre de ki, d'une couleur demandé ou non, sans seuil maximal. (Ex. : ATT +10 % et DEF + 15 % pour chaque ki agi obtenu)
- les supports : personnages augmentant les statistiques de leurs alliés
- les carnages : ils font des dégâts à tous les ennemis présents sur le terrain en une attaque

Voici quelques exemples de personnages suivant ces catégories :

### Leader
Dans le jeu, il existe différents types d'aptitude leaders. Les leaders les plus couramment utilisés sont ceux des « god tiers », « neo god tier » et maintenant les leaders de catégorie. Il existe d'autres leaders intéressants comme les néo LR, cependant ces cartes sont plus dures à avoir car elles ne figurent pas toujours sur le détecteur.
|                     | Boost de Ki | Boost des statistiques | Condition                  | Exemple                                             |
| God tier            | 3           | 70 %                   | Pour un type précis        | Gotenks SS3 (TEC)                                   |
| Neo god tier        | 3           | 120 %                  | Pour un sous type précis   | Vegeta SS4 (Super AGI)                              |
| Leader de catégorie | 3           | Une moyenne de 150 %   | Pour une catégorie précise | Jiren (Survie de l'univers)                         |
| Néo LR              | 3 et 4      | 90 % et 100 %          | Pour un type précis        | Son Goku SS3 (LR) (TEC, ki+3, PV, ATT, DEF + 100 %) |

|     | Meilleur leader | Leaders catégorie |  |     | | |
| PUI | Son Goku SS3 (Neo god tier), Janemba (Neo god tier), Broly (LR), Vegetto Bleu (LR), Broly Z-TUR (God tier)                                                        | Jiren/Survie de l'Univers, Gohan ultime/Saiyan de sang-mêlé, Super Buu/Transformation renforcée, Vegeta SS4 (LR)/Lignée de Vegeta                                        |  | AGI | Vegeta SS4 (Neo god tier), Super C17 (Neo god tier), Majin Vegeta (LR) / Trunks et Goten (LR), Goku SS4 Z-TUR (God tier), | Vegeta [Super Saiyan Bleu évolué]/Saiyan Pur, Metal Cooler/Le plus cruel peuple, Tapion/Forme Géante, Thalès ou Broly SS END/Boss des films, Goku SS4 (LR)/ Lignée de Goku, Gogeta SS/Héros des films, Fusion |
| TEC | Goku SS3 "Ange" (Neo god tier), Broly SS3 (Neo god tier) , Zamasu & Goku Black (LR) / Goku SS3 (LR), Cell [Parfait] Z-TUR (God tier)                              | Goku et Freezer LR/Rep. de l'U7, Gogeta SS4 ou Gogeta LR ou Gogeta Super Saiyan/Fusion, Goku SS4 ou Broly SS END/Pleine puissance, Hit/Univers 6 ou Survie de l'univers, |  |     | | |
| INT | Super Gogeta (Neo god tier) , Buuhan (Neo god tier), Gohan "Enfant" SS2 (LR) / Son Goku et Vegeta (LR)/ Bojack (LR), Son Gohan "Ultime" Z-TUR (God tier)          | Bardock SS3/SS3, Vegetto LR/Potalas, Goku [UI/Divin], Golden Freezer (ange)/Ressuscité, Goku Black/Au-delà de l'espace-temps, Kid Goku /Arc Enfant                       |  |     | | |
| END | Gotenks SS3 (Neo god tier) , Cooler "Forme finale" (Neo god tier) , Trunks SS (LR) / Son Goku et Vegeta (LR), Freezer "Forme finale"[Full Power] Z-TUR (God tier) | Super Vegetto/Saga de Boo, C-17 (TOP) ou C-21/Cyborg, Omega Shenron/Dragon Maléfique, Gohan SS(futur)/Saga du Futur, Vegeta SS END/Saiyan Pur                            |  |     | | |

Par exemple, prenons  Son Goku SS4 Neo god de type Super PUI, il donne un boost de 120 % et ki +3 au Super PUI mais aussi 50 % et ki +1 à l'Extreme PUI.
Remarque : pour la catégorie Cyborg, il existe 2 leaders : C-17 (TOP), qui donne ki +3, PV et ATT + 170%, DEF + 120%, et C-21 qui donne ki+3, PV, ATT et DEF + 150 % (de même pour la team fusion, il y a Gogeta SS4, Gogeta LR et à la suite du film, Gogeta Bleu)

### Les cogneurs
|     | Cogneurs |
| PUI | Broly [Super Saiyan Légendaire] (LR) / Goku SS4 / Vegetto Bleu (LR) / Gohan "Ultime" / Jiren                                                        |
| AGI | Super Vegetto / Vegeta SS4 / Goku SS4 (Niv 140) / Goten et Trunks (LR) / Vegeta [Super Saiyan Bleu évolué] / Goku SS4 (250 millions)                |
| TEC | Gotenks SS4 / Goku SSJ3 (ange) / Gogeta SS4 / Vegetto Bleu / Goku SS4 / Goku SS4 (LR)                                                               |
| INT | Son Gohan SS2 (ado) (LR) / Gogeta SS / Golden Freezer (ange) / Bardock SS3 / Super Vegetto (LR) / Goku [Ultra Instinct]                             |
| END | Omega Shenron / Freezer (pleine puissance) / Cooler (Forme finale) / Trunks SSJ (LR) / Gotenks SS3 / Super Gogeta (LR) / C-17 (TOP) / Super Vegetto |

Les cogneurs vont être les personnages qui vont avoir une bonne valeur d'attaque, bien souvent au détriment de la défense comme Gotenks SS3 END. Certains personnages peuvent également bénéficier d'une bonne valeur défensive comme Goku SS des 250 millions. Ce personnage réduit également les dégâts qu'il encaisse de 22 %, ce qui fait de lui un très bon tank. Les deux super Vegetto bénéficient d'une grande réduction des attaques normales (50 % pour le END et 80 % pour le AGI). On préfère tout de même le Vegeto END car il frappe plus fort et bénéficie d'une meilleure défense, ce qui lui permet de mieux tanker les attaques spéciales.

### Les tanks
|     | Tanks                                                         |
| PUI | Vegeta SSJ3 / Vegetto Bleu (LR) / Super Janemba               |
| AGI | Golden Freezer, Goku (250 millions) / Trunks SSJ (LR)         |
| TEC | Goku & Freezer (LR) / Goku SSJ3 (LR) / C16 / Golden Freezer   |
| INT | Super Janemba / Piccolo (LR) / Super Vegetto (LR)             |
| END | Piccolo / Super Gogeta (LR) / Trunks SSJ (LR) / Super Vegetto |

Il existe plusieurs types de tanks : 
- Les tanks qui bénéficient d'une grosse défense, comme par exemple Super Vegetto (LR) .

- Les tanks qui bénéficient d'une réduction comme Vegeta SSJ3, actuellement un des meilleurs tanks du jeu qui possède une réduction des dégâts de 80 %. Pour revenir sur les deux Vegetto, ils possèdent une réduction seulement sur les auto-attaques, mais ne réduisent pas les dégâts des attaques spéciales.

### Les bloqueurs d'attaque spéciale
|     | Bloqueur d'attaque spéciale                                               |
| PUI | Buu (Gotenks) / Dracula-man / Amondo                                      |
| AGI | Ryu Shenron / Sergent-chef Murasaki                                       |
| TEC | Jackie Chun / Mutaïto / Bulma (lapin) / Bardock SSJ                       |
| INT | Bardock SSJ / Sorbet / Bujin                                              |
| END | Bardock SSJ / Gotenks SSJ / Great Saiyaman 1&2 (attaque spéciale normale) |

### Les stunners
|     | Stunner |
| PUI | Vegeta SSJ3 (50 % de chance) / Super Gotenks (20 % de chance) / Jiren (20 % de chance lorsqu'il apparaît)                     |
| AGI | Mai (50 % de chance) / Tenshinhan et Chaozu (LR) (20 % en ATT Spé, 25 % en spé ultime)                                        |
| TEC | Jaco (100 % de chance lors de sa première apparition) / Thalès (50 % de chance) / Hit (30 % de chance)                        |
| INT | General Blue (70 % de chance) / Chaozu (100 % de chance lors de sa première apparition) / Gotenks (fantômes) (50 % de chance) |
| END | Son Goku SSJ (50 % de chance) / Gohan Ultime (tenue de kaïo, 20 % de chance)                                                  |

### Les supports
|     | Supports |
| --- | --- |
| PUI | Hit / Goku SSJ3 (GT) / Cabba SSJ / Bardock SSJ2 / Gohan SSJ (adulte) / Trunks SSJ / Jeece                                   |
| AGI | Thalès / Gohan SSJ2 / Gohan SSJ / Pan / Bardock / Super Vegeta / Gohan SSJ / C-17 / Cooler (forme finale)                   |
| TEC | Vegeto / Trunks SSJ / Tenshinhan / Piccolo Daïmao / Cell (2e forme) / Ginyu (corps de Goku)(LR)                             |
| INT | Bardock SSJ3 / Gohan (enfant) / Vegeta / Goku SSJ / Whis / Pandel                                                           |
| END | Buu (petit) / Great Saiyaman 1&2 (LR) / Gohan SSJ2 (jeune) / Gohan (jeune) / Pan / Trunks SSJ / Piccolo / Nappa / Super Buu |

### Les healers
|     | Healers                                                                              |
| --- | ------------------------------------------------------------------------------------ |
| PUI | Goku (LR)(1000 jours de connexion accumulés) / Pan GT Abeille (LR) / Super Ribrianne |
| AGI | Son Goku SSJ2 (ange) / Piccolo (ZTUR)                                                |
| TEC | Bulma (enfant)(gratuit) / Vegeto (bonbon)(gratuit) / Buu (gros)                      |
| INT | Buu (Gohan absorbé) / Gotenks SSJ (Halloween) / Grand Kai Supreme                    |
| END | Buu (super) / Bulma (jeune)                                                          |

Ici, seuls les healers liés à leur aptitude passive sont représentés.

### Les carnages
|     | Carnages                                                                  |
| --- | ------------------------------------------------------------------------- |
| PUI | Broly SSJ (LR) / Broly SSJ (ZTUR) / Cell forme parfaite / Aralé / Piccolo |
| AGI | Majin Vegeta (LR)                                                         |
| TEC | Majin Vegeta                                                              |
| INT | Raditz                                                                    |
| END | Broly SSJ (DBS) / Cell forme parfaite (LR) / Chaoman / Trunks (Xeno)      |

### Personnages gratuits/payants

#### Personnages gratuits (Free to Play ou F2P)
On appelle « personnages gratuits » les personnages pouvant être:
- farmés dans des événements. Ce sont souvent des événements histoire comme le Commando Ginyu. Mais on peut également les trouver dans des stages avec plus de difficulté comme par exemple le Battlefield Mode (ou Virtual Dokkan) où l'on peut obtenir de bons personnages comme par exemple Son Goku en Super Saiyan 2 et Majin Vegeta. Si l'on finit beaucoup de fois les différents niveaux, on peut obtenir d'une toute autre qualité comme Metal Cooler LR ou Ginyu LR. Ces personnages sont encore tout à fait viables dans les équipes actuelles, particulièrement Metal Cooler car il possède une très bonne défense et une bonne force de frappe également, ce qui fait de lui un personnage central dans les teams « Extrême » et « Race de Freezer » par exemple. Enfin, certains personnages peuvent être obtenus dans le Tenkaïchi Budokaï. Le Tenkaïchi Budokaï n'étant pas un événement très difficile, les personnages pouvant être gagnés ne sont pas toujours très forts et très utiles. De plus, il faut se placer parmi les joueurs ayant le plus passé de temps sur les stages et donc gagné de points pour obtenir les personnages. Certains personnages peuvent tout de même s'avérer utiles comme Tenshinhan et Chaozu (LR) car ils ont la possibilité de stun et ont une force de frappe correcte.
- achetés dans le "Baba Shop" ou "Magasin de Baba". Il s'agit d'une boutique spécifique dans le jeu comportant de nombreuses catégories, dans laquelle on peut trouver de nombreux items intéressants (médailles d'éveil, objets d'entraînement...). Dans cette boutique il y a également la possibilité d'acheter des personnages grâce aux points Baba, que l'on peut obtenir en mission ou en vendant certains de nos personnages. Mais la plupart de ces personnages sont peu intéressants en combat et ne valent pas les personnages obtenus en invocation. Cependant il y a également une catégorie regroupant de nombreux personnages accessibles grâce aux pierres vertes obtenues en missions, parmi ces personnages il y a un légendaire convoité assez complet en termes de statistiques il s'agit de Vegetto LR - PUI. De plus, lors de certains événements au cours de l'année, le "Baba Shop" offre aux jours une pierre rouge, leur permettant d'acquérir un personnage de leur choix parmi une sélection assez intéressante.
- invoqués dans des invocations ami. Avant toute chose, sachez que la communauté Dokkan Battle est mitigée sur ce point car selon certaines personnes, les personnages obtenus dans des invocations ne sont pas gratuits. Les invocations classiques nécessitant souvent d'acheter des pierres dragon pour avoir le personnage choisi, les personnages se trouvant dans ces invocations sont payants. En revanche, il est impossible d'acheter des points d'ami pour pouvoir invoquer car les points d'amis s'obtiennent en ajoutant des gens en amis ou en terminant des niveaux. Cela nécessite donc de passer du temps sur le jeu et non de payer, c'est pourquoi je pense que les personnages obtenus lors des invocations d'ami sont gratuits. On y trouve des LR comme Great Saiyaman 1&2 ou C-17 et C-18.

#### Personnages payants
Les personnages payants sont, comme abordé précédemment, des personnages pouvant être invoqués dans des portails classiques. Il existe toutes sortes de portails comme des portails « légendaires », dont la tête d'affiche est un LR, des Festivals Dokkan qui sont les portails basiques, les portails de catégorie où il est possible de faire une multi invocation à 30 pierres dragon au lieu de 50 et où un personnage du détecteur est garanti, et enfin des portails Battle Z suprême dans lesquels sont proposés des personnages.

## Évènements

### Événement Dokkan
Les évènements Dokkan sont des évènements très importants pour progresser dans le jeu. Il faut finir le stage plusieurs fois pour acquérir assez de médailles d'éveil pour effectuer un éveil Dokkan sur les personnages. Si le personnage est une tête d'affiche d'un portail (souvent des leaders catégories ou néo gods), alors ils nécessitent 77 médailles d'éveil pour être éveillés, en sachant que l'on obtient 7 médailles d'éveil à chaque fois que l'on termine le stage (en difficulté super). Les éveils Dokkan sont très importants, car ils augmentent les stats des personnages, améliorent leur "leader skill", augmentent leur force de frappe et leur défense...Ils sont également très utiles pour les supports car ils augmentent leur boost sur les autres personnages. Ces stages ne comportent pas beaucoup de difficulté pour que les joueurs puissent facilement éveiller leurs personnages.

### Mode Battlefield
Le Battlefield Mode est un évènement de difficulté élevée accessible seulement aux joueurs les plus expérimentés (ceux ayant un niveau d'au moins 150). Dans ce défi, il faut prendre ses meilleurs personnages de chaque sous-type et partir affronter plusieurs boss ayant chacun leurs particularités. Certains boss vont frapper excessivement fort, d'autres auront une spé qui vous tuera en un coup (il vous faudra donc les stun ou leur bloquer la spé), d'autres vont être très longs à tuer... Il y a 3 étages et un boss final pour chaque étage. Si on meurt contre un boss, on doit refaire une équipe avec les persos que l'on a sélectionné pour faire le Mode Battlefield. Quant on utilise une équipe pour passer un boss, les personnages utilisés ne peuvent plus être pris après et deviennent inutilisables. Le stage s'arrête quand on bat tous les boss ou quand il ne reste plus de personnages pour partir au combat. Il faut finir l'évènement plusieurs fois pour pouvoir acquérir assez de « médailles spéciales » et pouvoir obtenir les différents personnages que l'on trouve dans la boutique, à un endroit spécial.

### Super Battleroad
Le Super Battleroad est l'évènement comportant le plus de difficulté dans le jeu. Les boss que l'on affronte sont de 2 à 5 en même temps. Ils frappent tous très forts et sont souvent très longs à tuer. De plus, on affronte 3 ou 4 différentes phases selon le Battleroad que l'on tente. Il existe un Battleroad pour chaque sous type (dans ces stages les boss ont tous le type faible contre votre équipe, par exemple si votre équipe est une super END, les boss seront de type extrême INT), mais également des battleroad catégorie qui sont très difficiles car il faut concentrer beaucoup de tank pour éviter de mourir dès le premier tour. Les récompenses obtenues ne sont pas toujours attractives, seule la satisfaction d'avoir réussi l'évènement est proposée. Pour les joueurs les plus expérimentés, ayant réussi une multitude de Battle Road des personnages légendaires sont offerts tel Son Goku LR INT.

### Les niveaux à durée
Certains événements peuvent être considérés à durée : on peut nommer l'évènement que l'on surnomme Goku Rush qui nous permet d'affronter un Goku qui se transforme plus les phases avancent. Il passe par toutes les transformations canons de l'oeuvre originale. Plus les phases avancent, plus l'adversaire a des stats élevées en point de vie, en défense et en attaque. Il vaut mieux donc privilégier des personnages qui augmentent leur défense comme Trunks MF TEC ou le Son Goku SSJ (Leader Namek / Super Saiyan) PUI pour augmenter leur Défense et donc la régénération via le potentiel. Ce niveau donne des tickets d'invocations sur un portail exclusivement composé de Goku dont le Goku SSJ3 LR du film L'Attaque du dragon.
Un autre niveau peut être considéré comme niveau à durée : le niveau surnommé Dragon Rush qui permet de faire comme le Goku Rush mais nous fait affronter des adversaires par exemple de la Z-Team ou bien des Cyborgs. Le principe est le même que le Goku Rush.
Ces niveaux, si on les finis avec une catégorie donnée, peuvent nous faire valider des missions et permettent d'avoir beaucoup de pierres de dragon (Goku Rush : 5 pierres et 5 tickets d'invocations par mission / Dragon Rush : pierres de dragon en fonction de la phase où l'on arrive et un Vieux KaïoShin si l'on finit le niveau complètement).
Ajoutez à cela des événements comme les batailles d'anniversaires ou les nouveaux événements tels que la Red Zone ou la difficulté est bien supérieure au Goku Rush (privilégier des leaders comme le duo SSB AGI LR ou Zamasu LR TEC qui augmenteront leur défenses et possèdent de puissantes aptitude tels que le terrain ou la fusion.)

### Évènements histoire
Ces événements sont les plus faciles, les récompenses sont en contrepartie souvent médiocres et utiles dans de rares situations. On obtient parfois des personnages F2P qui seront presque toujours inutiles. Cependant, certains de ces personnages comme Vegeta SSB TEC peuvent s'avérer très bons et utiles dans des évents comme le Mode Battlefield. On peut également obtenir des objets quelconques comme des zénis, des objets d'entrainement ou des médailles d'éveil. Enfin, ces événements peuvent être nécessaires à terminer pour effectuer un éveil dokkan sur certains personnages.
A noter qu'il est possible d'avoir accès à tous les événements même quand ils ne sont pas disponibles grâce aux clés obtenues dans les bonus de connexions.

### Quête (mode histoire)
Le mode histoire n'est pas très divertissant et vous allez vite être lassés par ce long et fastidieux enchaînement de combats. Il peut néanmoins s'avérer intéressant car à chaque fois que vous finirez un niveau, vous gagnerez une pierre dragon. Ce n'est pas énorme mais c'est tout de même une bonne manière de farmer les pierres dragon. Ne vous attendez pas à vous amuser, par contre. Ce mode est aussi très utile pour farmer l'XP, le niveau de son compte car plus on avance dans l'histoire plus les niveaux coutent chères en ACT et plus ils rapportent d'expériences en contreparties.
Une mise à jour a été apportée il est désormais disponible de récupérer jusqu'à 3 pierres dragons en terminant la difficulté la plus importante (Z-hard) ce qui permet de récupérer les 2 pierres des 2 autres difficultés (normal et hard).
Pour plus de détails sur des personnages précis :https://dokkanbattlefr.fandom.com/fr/wiki/Wiki_DokkanBattleFR

## Accueil
- Gamezebo : 3,5/5[6]
- TouchArcade : 3/5[7]
- Jeuxvideo.com : 14/20[8]
- Notes sur le Google Play : 4,5/5 (1,25 millions d'avis au 7 juillet 2023)[9]
- Notes sur l'App Store : 4,7/5 (74 milliers d'avis au 7 juillet 2023)[10]